# ARGO計画

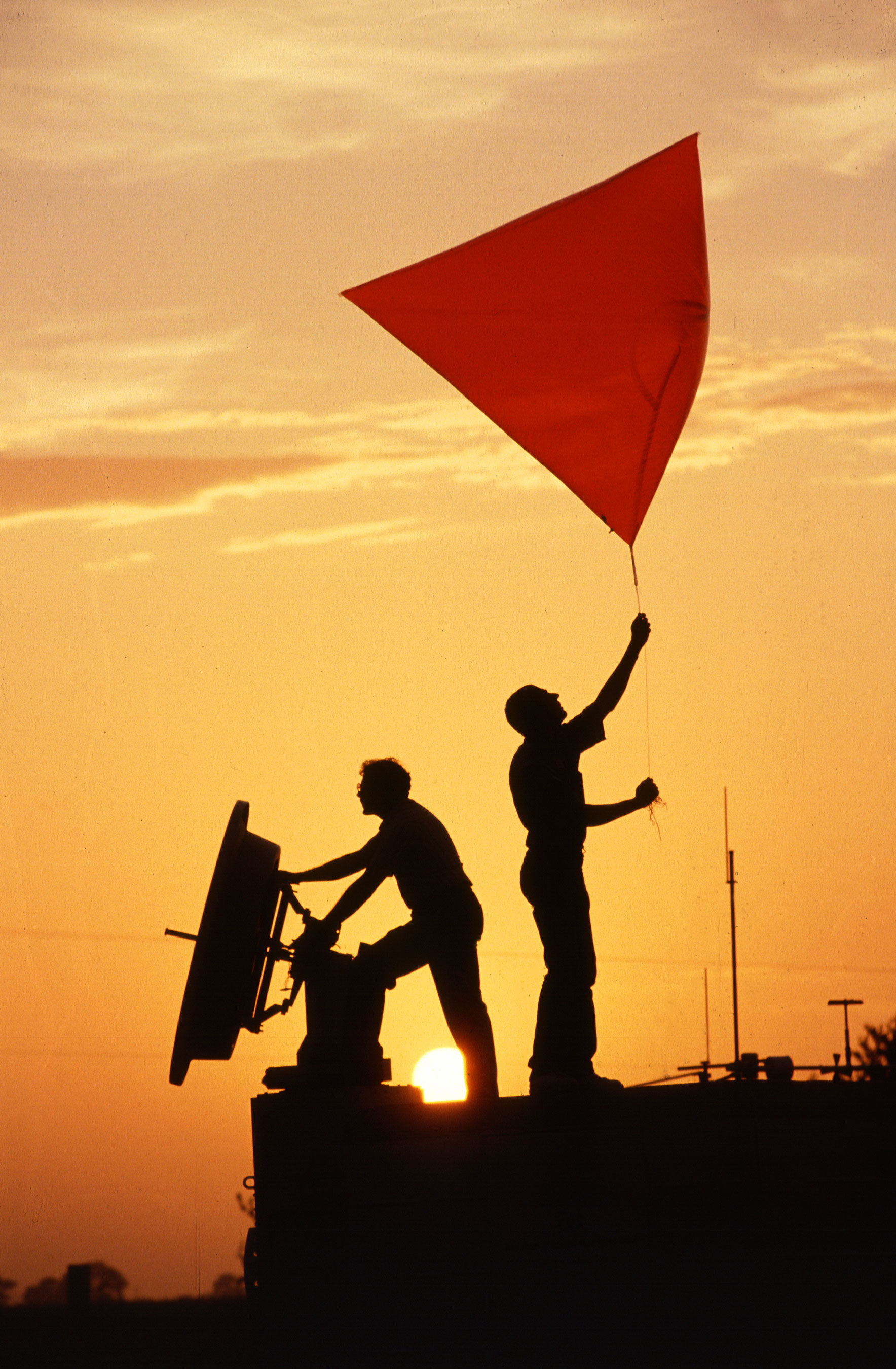
人工衛星から観測データを受け取るアンテナを調整しているところ

Argo計画（アルゴけいかく）とは、全球の海洋表層の水温・塩分プロファイルを即時的（リアルタイム）に取得し、海洋物理学や水産学の研究や「海の天気予報」の確立を目指した国際的な研究計画である。Argo とは全世界中層フロート観測網 (A Global Array for Temperature/Salinity Profiling Floats) につけられた名称であり、ギリシャ神話の英雄イアソン (Jason) の乗ったアルゴ船にちなんだ名称である。Argo計画と関係の深い海面高度計を搭載した人工衛星ジェイソン1はその英雄イアソンにちなんだ名称である。

## 概要
Argo計画には世界気象機関、ユネスコ政府間海洋学委員会 (IOC) 等の国際関係機関の協力の下、2006年現在24の国と地域（23か国とEU）が参加している。日本では政府によるミレニアムプロジェクトVI「地球温暖化のための次世代技術開発」の一つ「高度海洋監視システム（ARGO計画）の構築」として取り上げられた。
Argo計画では、水深2,000 mから海面までの水温・塩分を約10日毎に観測するアルゴフロートを全世界の海洋に3,000本（約300 km間隔）で配置し、その観測データを人工衛星を介してリアルタイムに配信する。データはGTS（全球気象通信網）ネットワークを通して集められ各国の気象機関や研究者等にフリーで配布される。
アルゴフロートは漂流深度（通常1,000 m）で漂流するように設計されており、約10日間その深度における海流に流されて漂流した後、設定された最深圧力（通常2,000 m）まで沈んだ後、水温と塩分を観測しながら浮上する。浮上後フロートは海面にとどまって電波を人工衛星に送信することでデータを伝送し、再び漂流深度に沈む。
フロートの放流は2000年に始まり、2005年には計画の75%が完了した。2006年の終わりには計画の3,000本を達成し、以後は寿命が尽きるなどの原因で観測が停止したフロートの補充を年800本行うことで観測網を維持することができるとされている。フロートの設計寿命は約5年であり、海洋の大規模空間スケールにおける水塊特性や海流の分布や季節から数年規模の時間変動を得ることができる。